# Orgônio
Orgônio (português brasileiro) ou orgónio (português europeu) ou orgone é um conceito espiritual pseudocientífico descrito como uma energia esotérica ou como uma hipotética força vital universal. Originalmente proposto nos anos 1930 por Wilhelm Reich e desenvolvido mais tarde por seu estudante Charles Kelley depois da morte de Reich em 1957, o orgônio foi concebido como o princípio antientrópico do universo. Seria um substrato criativo subjacente a tudo na natureza, comparável ao magnetismo animal de Mesmer (1779), à força ódica de Carl Reichenbach (1845) e ao élan vital de Henri Bergson (1907). O orgônio era visto como uma substância onipresente sem massa, similar ao éter luminífero, mas mais proximamente associado à energia vivente que com a matéria inerte. Supostamente este podia se acumular para criar organização em qualquer escala: desde as mais pequenas unidades microscópicas - chamadas "bions" na teoria orgônica - até em estruturas macroscópicas como organismos viventes, nuvens ou mesmo galáxias.
Reich argumentava que as deficiências ou constrições no orgônio corporal eram a raiz de muitas doenças, da mesma forma em que os limitações na libido podiam produzir neurose na teoria freudiana. Reich fundou o "Instituto do Orgônio" em 1942 para pesquisar sobre a energia orgônica depois de emigrar para os Estados Unidos em 1939, e o utilizou para publicar literatura e distribuir material relacionado com o tema durante mais de uma década. Reich projetou "acumuladores de orgônio" especiais (dispositivos que ostensivelmente coletam e armazenam energia orgônica do ambiente) para melhorar a saúde geral ou mesmo para controlar o clima. Eventualmente, a agência americana FDA obteve uma ordem federal que proibia a distribuição interestatal de materiais relacionados com o orgônio, por considerar que Reich e seus sócios estavam fazendo afirmações enganosas, e mais tarde isto levou à prisão de Reich e à destruição de todos os materiais relacionados com o orgônio no instituto quando Reich violou a ordem judicial. Finalmente Reich rescindiu a afirmação de que os acumuladores poderiam proporcionar potência orgástica, mas isto não foi suficiente para deter a ação judicial.
Na Espanha, o Centro Nacional para a Saúde Complementar e Integral classifica o orgônio como um tipo de "energia putativa". Após a morte de Reich, a pesquisa sobre o conceito do orgônio passou às mãos de alguns de seus estudantes, como Kelley, e mais tarde a uma nova geração de cientistas na Alemanha interessados em descobrir uma base empírica para a hipótese do orgônio (os primeiros resultados positivos foram supostamente fornecidos por Stefan Muschenich em 1989). Não existe respaldo empírico para o conceito de orgônio na medicina ou nas ciências físicas, e a pesquisa sobre o conceito terminou junto com o Instituto.

## História
O conceito do orgônio pertence ao trabalho tardio de Reich, depois que ele emigrou para os Estados Unidos. O trabalho inicial de Reich baseou-se no conceito freudiano da libido, ainda que influenciado por conceitos sociológicos com os quais Freud não concordava, mas que eram seguidos em certa medida por outros teóricos prominentes como Herbert Marcuse e Carl Jung. Enquanto Freud tinha-se concentrado numa concepção solipsista da mente na qual impulsos primários inconscientes e inerentemente egoístas (principalmente o impulso sexual ou a libido) são suprimidos ou sublimados por representações internas (catexia) de figuras paternais (o superego), para Reich a libido era uma força "afirmadora de vida" diretamente reprimida pela sociedade. Foi expulso do Instituto de Psicoanálise devido a estes desacordos sobre a natureza da libido e sua postura cada vez mais politizada. Pouco depois de que Hitler chegou ao poder, se viu obrigado a abandonar a Alemanha.
Reich adotou uma visão crescentemente bioenergética da libido, talvez influenciado por seu tutor Paul Kammerer e outro biólogo, Otto Heinrich Warburg. No início do século XX, quando a biologia molecular estava em sua infância, a biologia do desenvolvimento em particular ainda apresentava mistérios que faziam que a ideia de uma energia vital específica fosse respeitável, tal como foi apresentada por teóricos como Hans Driesch. Como psicanalista, Reich alinhou essas teorias com a libido freudiana, enquanto como materialista achava que tal força vital devia ser suscetível de experimentação física.
Em seu livro mais conhecido, A função do orgasmo, escreveu: "Entre 1919 e 1921, familiarizei-me com a 'Philosophie des Organischen' de Driesch e sua 'Ordnungslehre'...  A asserção de Driesch pareceu-me indiscutível. Ele argumenta que, na esfera da função da vida, o todo pode se desenvolver a partir de uma parte, enquanto uma máquina não pode se fazer a partir de um parafuso... No entanto, não pude realmente aceitar o trascendentalismo do princípio da vida. Dezessete anos depois, pude resolver a contradição com base numa fórmula relativa à função da energia. A teoria de Driesch sempre esteve presente em minha mente quando pensava no vitalismo. O vago sentimento que tinha sobre a natureza irracional de sua suposição resultou ser justificado ao final. Ele acabou entre os espiritualistas".
O conceito do orgônio foi o resultado deste trabalho sobre a psicofisiologia da libido. Após migrar para os Estados Unidos, Reich começou a especular sobre o desenvolvimento biológico e a evolução, e depois diversificou-se para especulações bem mais amplas sobre a natureza do universo. Isto lhe levou à concepção dos "bions": vesículas subcelulares autoluminiscentes que acreditava serem observáveis nos materiais em descomposição, e provavelmente estariam universalmente presentes. Inicialmente considerou os bions como entidades eletrodinâmicas ou radioativas, como tinha feito o biólogo ucraniano Alexander Gurwitsch, mas mais tarde chegou à conclusão de que tinha descoberto uma força totalmente desconhecida, mas mensurável, que depois chamou de "orgônio", uma formação pseudo-grega provavelmente proveniente de org- "impulso, excitação" (como em org-asmo) , mais -ônio como em ozônio (o particípio neutro grego, virtualmente *ὄργον, gene : *ὄργοντος).
Reich alegava ter visto o orgônio quando injetava bions em seus ratos e no céu noturno por meio de um "organoscópio", um tipo especial de telescópio. Argumentava que o orgônio está presente no ar e no solo (e de fato era "onipresente"), tem uma cor azul ou "azul-acinzentada e que a humanidade tem dividido seu conhecimento dele em dois: éter para o aspecto físico e Deus para o espiritual. Escreveu que a cor do céu, as auroras boreais, os fogos de santelmo, e a cor azul das rãs sexualmente excitadas eram manifestações do orgônio. Também argumentava que os protozoários, os glóbulos vermelhos, as células cancerosas e a clorofila das plantas estavam carregados de orgônio.

## Avaliação e críticas

### Problemas experimentais
Ao menos em alguns casos, as técnicas experimentais de Reich parecem não ter sido adequadamente cuidadosas nem ter tomado precauções suficientes para eliminar a distorção experimental. Reich estava preocupado com a verificação experimental por outros cientistas e expôs seu trabalho a escrutínio repetidas vezes, ainda que com resultados geralmente negativos.
Em 1937 Reich permitiu que o patólogo noruego Leiv Kreyberg examinasse uma das preparações de bions com um microscópio. Kreyberg escreveu que o caldo que Reich tinha usado como seu meio de cultivo era efetivamente estéril, mas que as bactérias eram estafilococos comuns. Concluiu que as medidas de controle de Reich para prevenir a contaminação por bactérias no ar não eram tão efetivas como Reich pensava. Kreyberg acusou Reich de ser ignorante em relação a fatos bacteriológicos e anatômicos básicos. Por sua vez, Reich acusou Kreyberg de não ser capaz de reconhecer células cancerosas vivas sob ampliação.
Reich enviou então uma amostra das bactérias ao biólogo noruego Theodor Thjøtta, do Instituto Bacteriológico de Oslo, que também concluiu que se deviam à contaminação por bactérias no ar. Kreyberg declarou mais tarde que "o senhor Reich" sabia menos sobre bactérias e anatomia que um estudante de medicina de primeiro ano.
Em 1941, Albert Einstein aceitou realizar experimentos com um acumulador de orgônio que Reich lhe forneceu depois que se reuniram para falar das ideias de Reich na casa de Einstein em Princeton. Entretanto, após realizar experimentos durante dez dias em seu sótão com o acumulador, durante os quais se media a temperatura sobre, dentro e perto do aparelho, chegou à conclusão de que o efeito observado se devia simplesmente ao gradiente de temperatura dentro da habitação, enquanto Reich argumentou que era causado pelo orgônio. Einstein escreveu a Reich: "Através destes experimentos, considero que o assunto está completamente resolvido", em 7 de fevereiro de 1941. Em sua correspondência subsequente com Reich, Einstein respondeu que não podia dedicar mais tempo ao assunto e solicitou que seu nome não fosse mau usado com fins publicitários.

### Recepção da ideia nos EUA
O orgônio estava estreitamente associado com a sexualidade: Reich, seguindo Freud, via a sexualidade nascente como a força energética primária da vida. O termo em si foi eleito para compartilhar uma raiz com a palavra orgasmo, o qual tanto Reich como Freud consideraram uma expressão fundamental da saúde psicológica. Este foco na sexualidade, ainda que aceitável na perspectiva clínica dos círculos psicanalíticos vienenses, escandalizou o público conservador americano, ainda que tivesse apelo junto a figuras da contracultura como William S. Burroughs e Jack Kerouac .
O orgônio e conceitos relacionados foram denunciados rapidamente na imprensa americana no período pós-guerra. Reich e seus estudantes foram vistos como um "culto ao sexo e à anarquia", em parte, ao menos, porque o orgônio estava ligado ao título de seu livro A função do orgasmo. Isto levou a várias investigações acusando-o de comunista e a denúncias sob diversos outros pretextos. Ele foi, como disse mais tarde o New York Times, "muito difamado". A comunidade psicanalítica da época viu seu enfoque à cura de doenças como charlatanismo da pior espécie, em parte devido a seus comentários sobre os OVNIs.

### Conflitos legais
Em 1954, a agência americana FDA solicitou e obteve uma ordem judicial que impedia que Reich atribuísse propriedades médicas ao orgônio e produtos relacionados, impedindo, entre outras coisas, o comércio de "dispositivos de orgônio" através de linhas estatais. Reich desafiou a ordem e foi preso, e a FDA aproveitou a oportunidade para destruir todos os livros de Reich que mencionavam o orgônio, junto com os materiais e equipamentos de pesquisa.

## Orgônio na cultura popular
O orgônio foi usado nos escritos de vários autores prominentes da geração beat, quem estavam fascinados por seus supostos aspectos curativos e sexuais. Nesse aspecto, está fortemente associado com o movimento de contracultura dos anos 1950, ainda que não tenha se estendido aos movimentos da década seguinte.

### Capitão Terra
Na série de anime Capitão Terra, a energia orgônica é a fonte de poder e sustento dos alienígenas invasores, os Kill-T-Gang, que planejam colhê-la das libidos de toda a humanidade. Também é o poder por trás das armas Livlaster utilizadas pelos protagonistas.

### Devo
A banda Devo, da New wave dos anos 1980, , afirmou que seu emblemático desenho de domo energético era usado para reciclar a energia orgônica desperdiçada que flui da cabeça de uma pessoa.
Fizemos o domo de energia vermelha, que era útil - assim como um ícone - era um ícone útil. Você provavelmente sabe, mas a energia orgônica flui pela cabeça e se dissipa pelo topo. Mas se você usa uma cúpula de energia, ela recicla essa energia. Invertendo-a e virando-a para baixo e banhando-se nela, entre outras coisas, você permanecerá "masculino", por assim dizer, talvez por mais 150 anos de sua vida, provavelmente. Eu acho que é uma boa previsão, dizem que cúpulas de energia - se você usá-los constantemente, noite e dia, o que eu não faço, mas há pessoas que fazem isso, não muitas, mas há algumas. Recebemos e-mails deles, por isso sabemos que eles estão por aí, essas pessoas provavelmente viverão mais uns 150 anos adicionais devido à toda a energia orgônica que eles estão economizando.

### Dušan Makavejev
Dušan Makavejev começa seu filme satírico de 1971 "WR: Mysteries of the Organism" com uma cobertura documental de Reich e seu desenvolvimento dos acumuladores de orgônio, combinando isto com outras imagens e uma trama secundária numa colagem que zomba das autoridades políticas e sexuais. As cenas incluem uma das dez ou quinze caixas de orgônio originais existentes no país à época.

### Evelyn Waugh
Um acumulador de orgônio desempenha um papel importante na novela semi-autobiográfica de Evelyn Waugh A odisseia de Gilbert Pinfold. Um vizinho de Pinfold possui uma caixa, e com ela faz experimentos na esposa de Pinfold.  Mais tarde, em estado alucinatório, o Sr. Pinfold imagina que seus problemas se originaram nessa caixa.

### Hawkwind
A banda de rock espacial britânica Hawkwind lançou a canção "Orgone Accumulator" (acumulador de orgônio) como a primeira canção do lado três do álbum ao vivo de 1972 Space Ritual.

### Jack Kerouac
No popular romance On the Road - Pé na Estrada, de Jack Kerouac, o acumulador de orgônio foi tratado mais como outro tipo de droga que como um dispositivo médico: principalmente um estimulante, com fortes conotação sexual. Quando Sal Paradise visita Old Bull Lee na novela (personagens que representam a Kerouac e Burroughs, respectivamente), o acumulador de orgônio de Lee é descrito como segue:
O acumulador de orgônio é uma caixa comum grande o suficiente para um homem sentar em uma cadeira dentro. Uma camada de madeira, uma de metal e outra de madeira juntam orgones da atmosfera e os mantêm cativos o tempo suficiente para um humano absorver mais do que a quantidade usual. De acordo com Reich, orgones são átomos vibratórios atmosféricos do princípio vital. As pessoas ficam com câncer porque ficam sem orgônio. O Velho Touro achava que seu acumulador de orgônio melhoraria se a madeira usada fosse tão orgânica quanto possível, então ele amarrou folhas e ramos de albufeira ao seu anexo místico.
O filme de 2012 baseado no livro de Kerouac inclui a cena com o acumulador de orgônio, mas agrega uma pequena janela no acumulador e um funil para respirar.

### J.D. Salinger
Segundo sua filha, JD Salinger às vezes usava um acumulador de orgônio, entre uma variedade de outros regimes de saúde alternativa.

### Kate Bush
A canção "Cloudbusting" da cantora britânica Kate Bush descreve a prisão de Reich através dos olhos de seu filho Peter. O video de 1985, no qual Donald Sutherland interpreta Reich durante sua investigação e posterior detenção, apresenta um pêndulo de Foucault como um método alternativo para demonstrar o movimento de rotação da Terra para demonstrar a visão herética de que a Terra não é o centro do Universo. O pêndulo, neste vídeo, conecta e contrasta o deshonrado Reich com os dois Foucaults notáveis: o cientista, Jean Bernard Léon Foucault e o filósofo, Michel Foucault, que havia morrido em 1984, um ano dantes do lançamento do vídeo.

### Orson Bean
Orson Bean, conhecido ator estadunidense, foi em sua época um defensor da terapia do orgônio e publicou um livro a respeito intitulado Me and the Orgone  ("Eu e o orgônio").

### Peep Show
No episódio "Mark's Women" da série cómica Peep Show do Channel 4 do Reino Unido, Jeremy e Super Hans unem-se a um culto de bem-estar espiritual, que define aos orgones como "as moléculas invisíveis da energia vital universal que governam nossos estados de ânimo e nossas ações", sendo os orgones negativos a fonte de todos os problemas do mundo.  Mark fica preocupado porque Jeremy se uniu a um culto e trata de explicar que esta é uma visão simplista do mundo.

### Peter Brock
Peter Brock foi um dos pilotos de corrida mais famosos e bem-sucedidos da Austrália. Apoiou publicamente e utilizou um dispositivo chamado "Polarizador Energético" que alegadamente melhorava o rendimento e a dirigibilidade dos veículos ao "alinhar as moléculas" utilizando a energia orgônica.

### Redline
A energia orgônica ocupa um lugar de destaque no mundo de ficção científica do videogame Redline, lançado em 1999.

### Warren Leight
A obra Side Man, de Warren Leight, contém uma cena onde Gene e Terry recebem uma caixa de orgônio que a esposa do amigo de Gene lhe fez descartar.

### William S. Burroughs
William S. Burroughs foi um importante defensor da pesquisa sobre o orgônio, fazendo deste parte frequente das imagens surrealistas em seus livros. O orgônio interessava particularmente a Burroughs porque ele achava que podia usá-lo para aliviar a "junk sickness", um termo popular para a síndrome de abstinência da heroína. Isto se encaixava bem no contexto de seus livros, que normalmente eram divertimentos narrativos de suas próprias experiências com narcóticos e do estilo de vida Beat.
Burroughs compara explicitamente o "deixar o hábito" com o câncer no livro Junky, e relaciona-o com o uso de acumuladores de orgônio. O autor escreve:

Câncer é o colapso do tecido em um organismo vivo. Na "junk disease", as células viciadas morrem e são substituídas. Câncer é um processo de morte prematura. O paciente com câncer encolhe, um viciado encolhe: eu perdi até 15 libras em três dias. Então imagino que se o acumulador é uma terapia para o câncer, deve ser uma boa terapia para os efeitos da síndrome de abstinência.
Na época em que Burroughs escrevia, os acumuladores de orgônio só estavam disponíveis por meio do Instituto do Orgônion de Reich em Nova York, e oferecidos em troca de uma doação de dez dólares mensais. Em vez disso, Burroughs construiu seu próprio acumulador, substituindo a lã de rocha por uma chapa de ferro, mas achava que ainda assim conseguia o efeito desejado.

### Woody Allen
O filme de ficção científica Sleeper de 1973 de Woody Allen apresenta um orgasmatron, um cilindro capaz de acomodar uma ou duas pessoas, e que por meio de alguma tecnologia futura induz orgasmos rapidamente. Isto é necessário porque quase todas as pessoas no universo do filme são impotentes ou frígidas, ainda que os homens de ascendência italiana sejam considerados os menos impotentes de todos os grupos. Sugeriu-se que o orgasmatron é uma paródia do acumulador de orgônio de Reich.